# A Coruña
A Coruña (oficjalna nazwa w języku galisyjskim; hiszp. La Coruña) – miasto w północno-zachodniej Hiszpanii, w regionie autonomicznym Galicja, nad Oceanem Atlantyckim, ośrodek administracyjny prowincji A Coruña. 

## Gospodarka
Duży handlowy i rybacki port morski oraz port lotniczy. Dobrze rozwinięte hutnictwo żelaza i aluminium, przemysł stoczniowy, petrochemiczny i spożywczy.

## Historia
Pierwsze ślady osadnictwa w tym rejonie pochodzą z czasów przedrzymskich. Wojska Juliusza Cezara dotarły tu około 62 p.n.e. i nazwały osadę Brigantium. Jej rozkwit nastąpił w II wieku, kiedy została zbudowana latarnia morska, zwana Wieżą Herkulesa.
Po upadku cesarstwa zachodniorzymskiego miasto dostało się pod wpływy Wizygotów. Inwazja arabska z roku 711 nie pozostawiła śladów w mieście. Około roku 911 król Bermudo II wybudował na przylądku fortecę, odbudowując jednocześnie Wieżę Herkulesa, w celu ochrony przed atakami wikingów. Miało to zapobiec wyludnianiu się miasta, którego mieszkańcy masowo przenosili się do lepiej strzeżonego Betanzos.
W 1589 świeżo ufortyfikowane miasto odparło atak angielskiej floty, która po klęsce niezwyciężonej armady chciała dokonać desantu na Półwysep Iberyjski. Od XVI wieku do roku 1982 była to stolica Galicji.
W 1989 roku w mieście powstała uczelnia wyższa Universidade da Coruña.

## Atrakcje turystyczne
- Wieża Herkulesa, najstarsza na świecie działająca latarnia morska, zbudowana w II wieku przez Rzymian w czasie panowania cesarza Trajana (chociaż legenda głosi, że wybudował ją Herkules)[3]. Przebudowana w XVIII wieku[3]. 26 czerwca 2009 została wpisana na listę światowego dziedzictwa UNESCO[4].
- promenada i plaża.
- plac Marii Pity z ratuszem.
- Plaza de Pontevedra, gmach Instytutu Eusebio da Guarda, w którym uczył się Pablo Picasso, figura gołębia, inspirowana twórczością Picassa, symbolizująca pokój[5][6][7].
- Kolegiata de Santa Maria del Campo, XIII-wieczny kościół katolicki. Dekoracja głównego ołtarza wzorowana jest na Portyku Chwały z katedry w Santiago de Compostela.
- Iglesia de Santiago, romańsko-gotycki kościół halowy wybudowany pomiędzy XII a XV wiekiem, z budulca pozyskanego z Wieży Herkulesa. Kościół ten posiada jedną nawę i trzy apsydy. W średniowieczu było to miejsce zebrań rady miejskiej.
- Domus. Muzeum Człowieka, pierwsze na świecie muzeum interaktywne poświęcone w całości ludzkiemu organizmowi zaprojektowane przez Aratę Isozakiego.
- Muzeum Picassa, dom, w którym mieszkał malarz Pablo Picasso w latach 1891–1895, będąc dzieckiem.
- Muzeum Sztuk Pięknych (hiszp Museo de Bellas Artes), nowoczesny budynek mieszczący kolekcje malarstwa obejmujące dzieła hiszpańskich i europejskich twórców od XVI wieku, jak również galisyjskie z XIX wieku i XX wieku.
- Muzeum Archeologiczne i Historyczne (hiszp Museo Arqueológico e Histórico), prezentujące eksponaty opisujące historię Galicji od neolit, poprzez czasy Cesarstwa Rzymskiego po średniowiecze.
- Narodowe Muzeum Nauki i Technologii.

## Geografia
Miasto leży na Costa Verde. Stare miasto położone jest na półwyspie między Atlantykiem a zatoką Ría da Coruña.

### Klimat
| Miesiąc | Sty  | Lut  | Mar  | Kwi  | Maj  | Cze  | Lip  | Sie  | Wrz  | Paź  | Lis  | Gru  | Roczna |
| --- | ---- | ---- | ---- | ---- | ---- | ---- | ---- | ---- | ---- | ---- | ---- | ---- | ------ |
| Średnie temperatury w dzień [°C]                                                                                                 | 13.5 | 14.1 | 15.5 | 16.2 | 18.1 | 20.6 | 22.1 | 22.8 | 22.0 | 19.1 | 16.0 | 14.1 | 17,8   |
| Średnie dobowe temperatury [°C]                                                                                                  | 10.8 | 11.1 | 12.4 | 13.0 | 15.0 | 17.4 | 19.0 | 19.6 | 18.6 | 16.1 | 13.3 | 11.5 | 14,8   |
| Średnie temperatury w nocy [°C]                                                                                                  | 8.1  | 8.0  | 9.2  | 9.9  | 12.0 | 14.3 | 15.9 | 16.4 | 15.2 | 13.0 | 10.5 | 8.9  | 11,8   |
| Opady [mm] | 112  | 88   | 75   | 88   | 74   | 44   | 34   | 35   | 64   | 130  | 138  | 131  | 1014   |
| Średnia liczba dni z opadami | 14.0 | 12.0 | 11.5 | 13.3 | 11.1 | 6.7  | 5.5  | 5.7  | 7.9  | 12.9 | 14.3 | 14.6 | 129,6  |
| Wilgotność [%] | 75   | 73   | 72   | 73   | 75   | 76   | 77   | 77   | 76   | 77   | 77   | 75   | 75     |
| Średnie usłonecznienie [h] | 102  | 121  | 160  | 175  | 201  | 225  | 239  | 244  | 192  | 149  | 108  | 94   | 2010   |
| Źródło: Agencia Estatal de Meteorología (liczba dni z opadami dla wartości 1 mm, wysokość 58 m n.p.m., 1 km od morza, 1981–2010) |      |      |      |      |      |      |      |      |      |      |      |      |        |

| Sty  | Lut  | Mar  | Kwi  | Maj  | Cze  | Lip  | Sie  | Wrz  | Paź  | Lis  | Gru  | Rok  |
| ---- | ---- | ---- | ---- | ---- | ---- | ---- | ---- | ---- | ---- | ---- | ---- | ---- |
| 13,6 | 13,1 | 12,9 | 13,7 | 14,8 | 16,4 | 17,7 | 19,0 | 18,7 | 17,4 | 15,8 | 14,4 | 15,7 |

## Znani mieszkańcy
- Mario Casas, aktor, model, tancerz
- Amancio Ortega, przedsiębiorca, założyciel firmy Zara
- Pablo Picasso za młodu, malarz, rzeźbiarz[10]

## Miasta partnerskie
- Kadyks
- Brest
- Caracas
- Mar del Plata
- Recife